# West Swanzey
West Swanzey ist ein Census-designated place (CDP) in der Town of Swanzey im Cheshire County im US-Bundesstaat New Hampshire. Die Volkszählung von 2020 erfasste 1.281 Einwohner. Der CDP wurde im Jahr 2002 erstmals vom Census definiert. Unter den Einzelsiedlungen in Swanzey ist West Swanzey der einzige CDP. Die "Homestead Woolen Mills", eine Wollmühle, war der Kern von West Swanzey. Die Spinnerei wurde 1911 gegründet und war bis 1985 in Betrieb. Der Komplex wurde danach bis 2012 vermietet, stand bis 2015 leer und wurde im gleichen Jahr versteigert. Der Damm, der die Mühle mit Energie versorgte, wurde 2010 abgetragen.

## Lage
West Swanzey liegt bei den Koordinaten 42° 52' 14.54" Nord 72° 19' 20.98" West auf einer Höhe von 150 Metern über dem Meeresspiegel zu beiden Seiten des Ashuelot Rivers. Die 6,73 km² große Fläche des Gebietes setzt sich zusammen aus 6,68 km² Land- und 0,05 km² Wasserfläche. Durch den Ort führt die New Hampshire Route NH-10 auf der linken Seite des Flusses. 